# 랄렐리 모스크

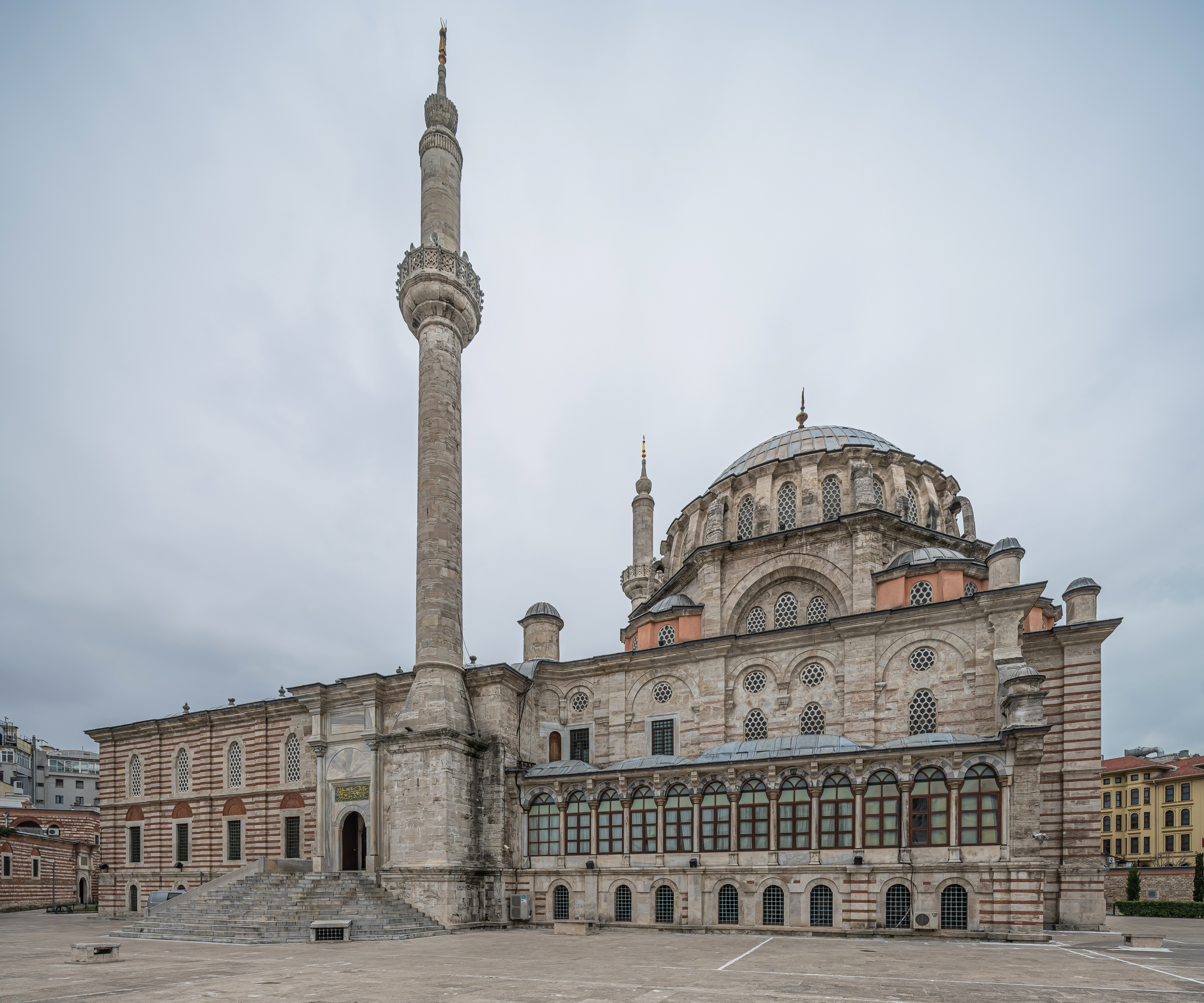
랄렐리 모스크

랄렐리 모스크(튀르키예어: Laleli Camii 랄렐리 자미[*])는 18세기에 지어진 터키 이스탄불 파티흐 랄렐리에 위치한 모스크이다.

## 역사
랄렐리 모스크는 1760년 1763년부터 술탄 무스타파 3세에 의해 건축되었으며, 메흐메트 타히르 아야가 설계하였다.
1783년 화재로 인해 소실되었으나 즉시 재건되었다.

## 갤러리

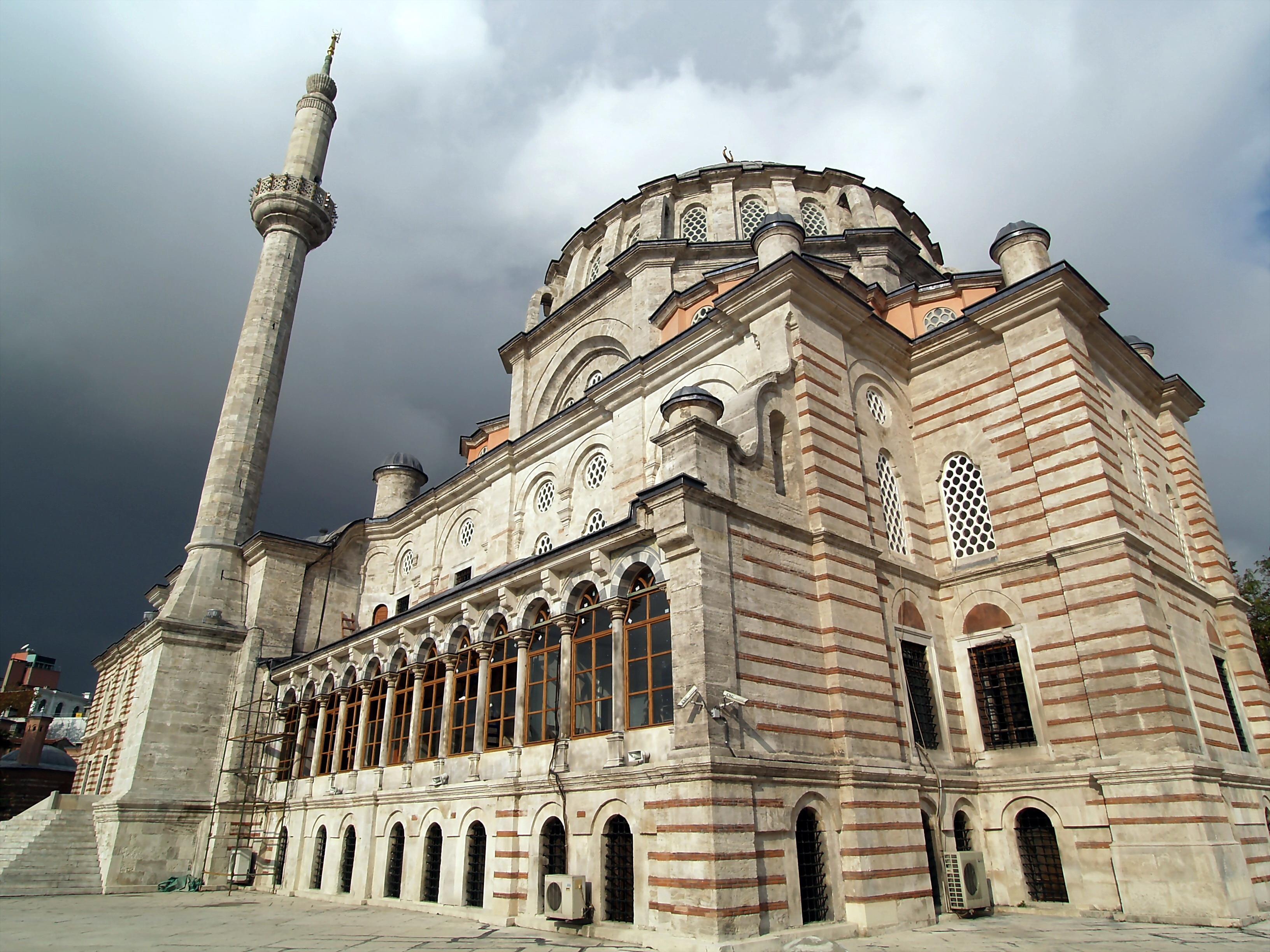
랄렐리 모스크의 모습
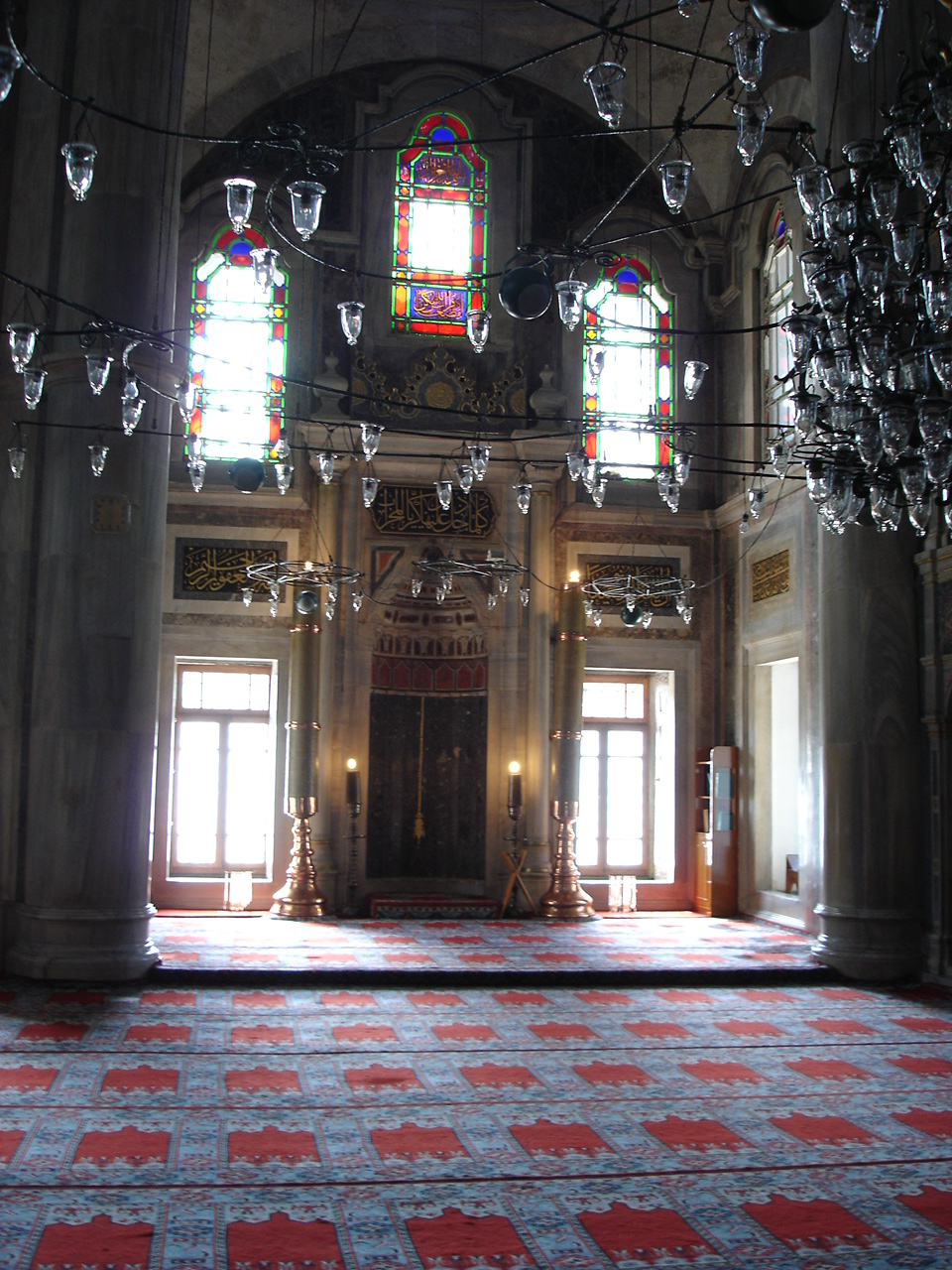
내부 모습
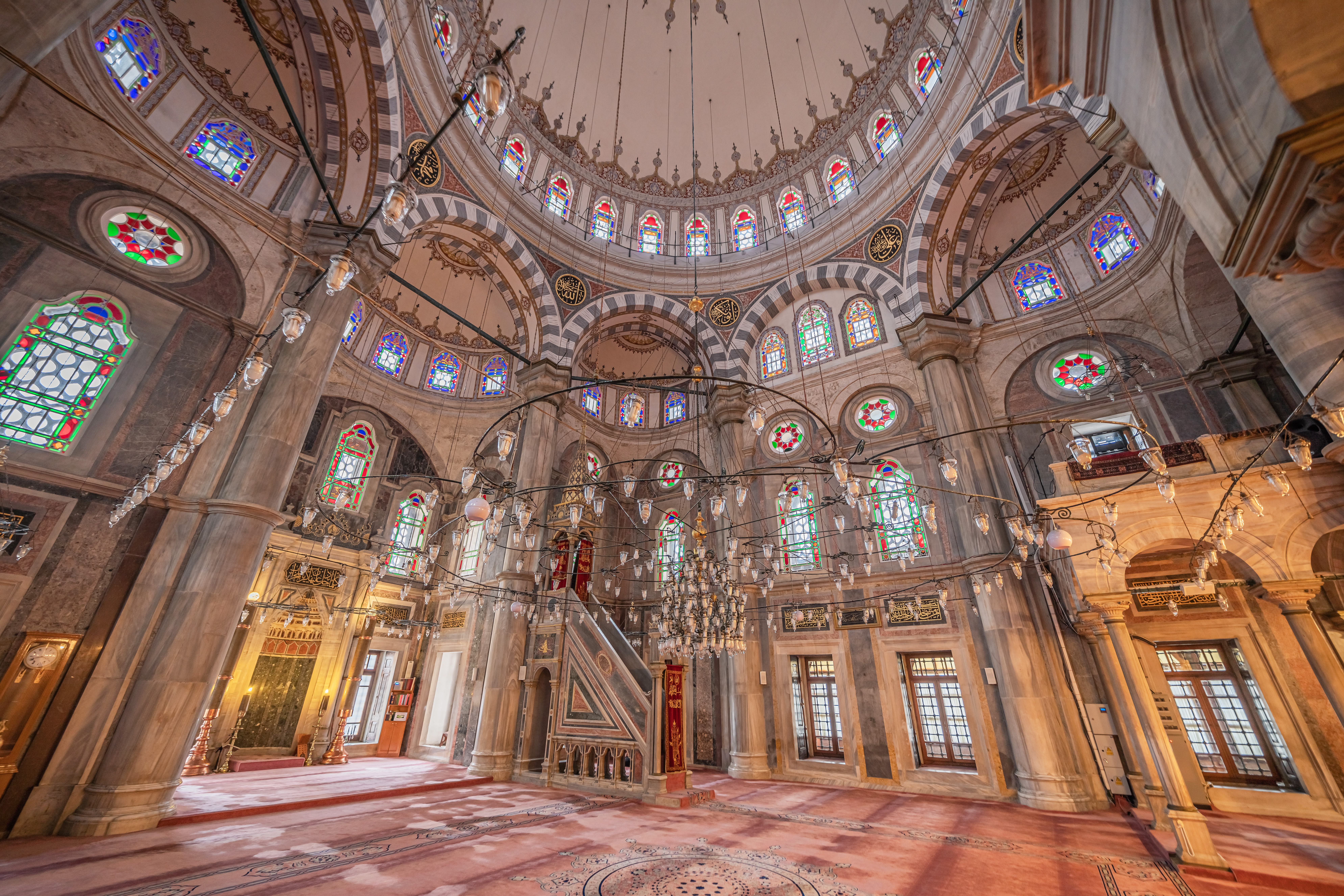
내부 모습
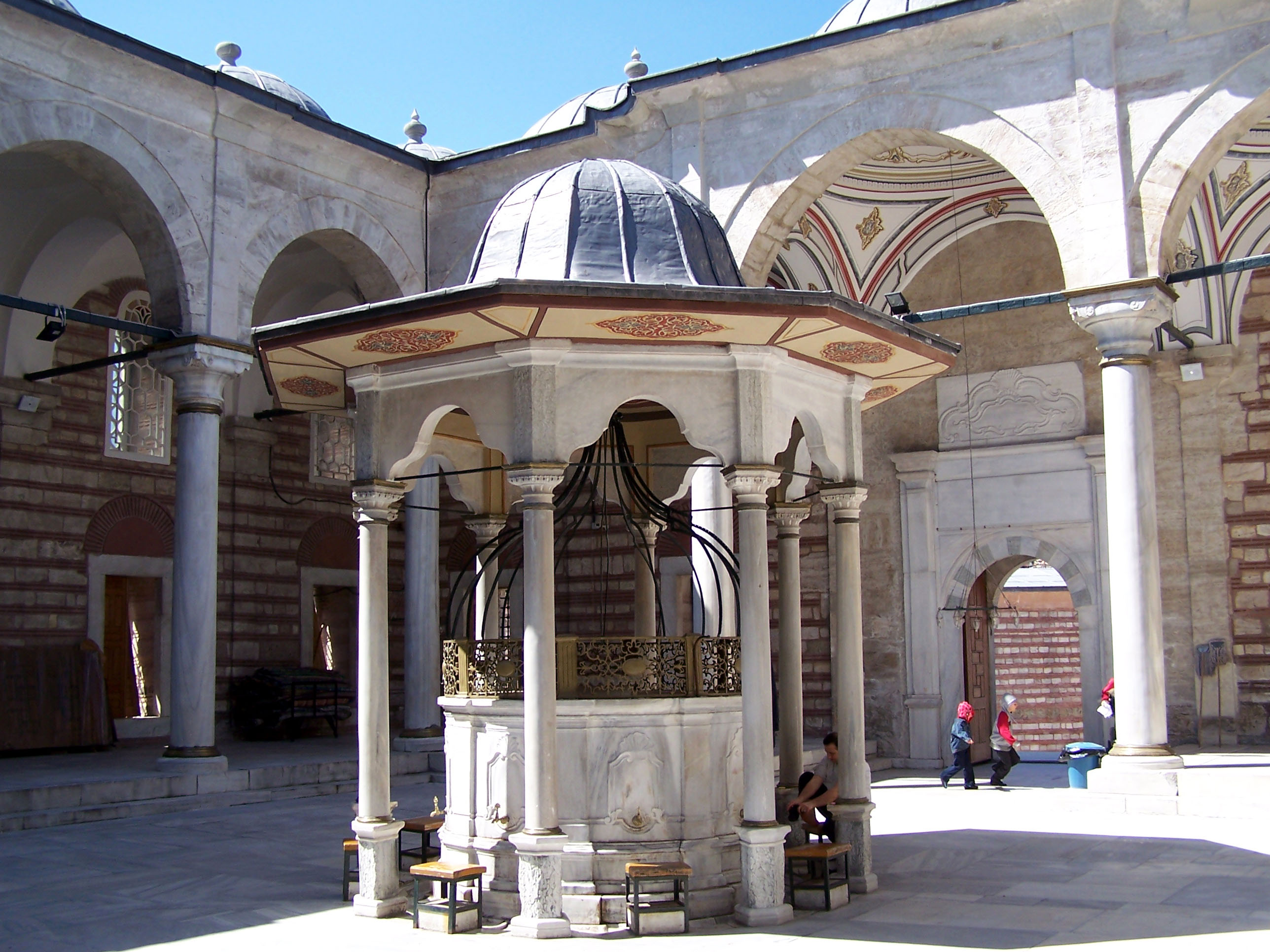
안뜰